# 北海道遠別農業高等学校
北海道遠別農業高等学校（ほっかいどうえんべつのうぎょうこうとうがっこう、Hokkaido Enbetsu Agricultural High School）は、北海道天塩郡遠別町にある公立（道立）の農業高等学校。全日制で、生産科学科がある。

## 特徴
農業高校としては日本最北にある。2018年度時点の在校生は59人。1学年の定員40人に対して新入生が半数以下の年が続き、一時は他校との統廃合が検討された。飼育しているサフォーク種羊からとったラム肉が、遠別町のふるさと納税返礼品として評判となった。ラム肉の生産・加工を専門的に学べる場は全国的に珍しいことが知られて入学志望者が増加した。 
学生寮「和敬寮」を校内に設置し、道内遠方および道外からの生徒を受け入れている。

## 沿革
- 1952年4月1日 - 天塩町立北海道天塩高等学校（現在の北海道天塩高等学校）遠別分校として設立が許可される。
- 1952年4月28日 - 遠別町立遠別中学校に併置され、開校。
- 1952年11月1日 - 北海道遠別高等学校として独立。
- 1961年4月1日 - 農業科の設置が許可される。
- 1963年4月1日 - 普通科の設置が許可される。
- 1966年4月1日 - 生活科の設置が許可される。これによって普通科の募集停止。
- 1972年9月3日 - 開校20周年記念式典を挙行。
- 1973年4月1日 - 道立に移管。
- 1978年4月1日 - 校名を北海道遠別農業高等学校と改称。
- 1981年4月1日 - 定時制課程が閉課。
- 1982年9月30日 - 開校30周年記念式典を挙行。
- 1988年4月1日 - 農業・生活科に学科を改変。
- 2000年4月1日 - 生産科学科に学科を改変。
- 2002年10月27日 - 創立50周年・新校舎落成記念式典を挙行。

## 備考
小説『羊に名前をつけてしまった少年』（ブロンズ新社、2011年1月発刊、ISBN 978-4-89309-514-5 C0093）は、この学校の畜産担当の教師が直面した実話を基に書かれたもの。作者の樋口かおりは同校の国語教諭である。